# 埃里克斯堡 (明尼蘇達州)
埃里克斯堡（英語：Ericsburg）是位於美國明尼蘇達州康契欽縣的一個非建制地區。

## 地理
埃里克斯堡所處的海拔為高於海平面342米（即1122英呎），而該地所採用的時區為UTC-6，即北美中部時區（CST）。同時該地設有夏令時間，為UTC-6調快一小時，即UTC-5（CDT）。